# A.S.K. Lauritzen
Aage Sigurd Kjeldgaard Lauritzen f. Sigurd Aage Kjeldgaard Lauritzen (21. maj 1871 i Høver, død 15. oktober 1961 på Frederiksberg) var en dansk arkitekt, der primært som stadsarkitekt har sat sit præg på Frederiksberg Kommune.
Han var døbt Sigurd Aage Kjeldgaard Lauritzen. Hans forældre var dyrlæge Lauritz Lauritzen og Christiane Augusta Cathrine Thestrup. Han blev murersvend 1889, dimittent fra Teknisk Skole 1891 og gik på Kunstakademiets Arkitektskole fra november 1890 indtil afgang maj 1899. Han var ansat som tegner hos Vilhelm Dahlerup 1889-94, Anton Rosen 1895-96 og Carl Brummer 1897-99.
Lauritzen drev egen tegnestue fra 1899, blev ansat i Frederiksberg Kommunes tekniske forvaltning 1908, hvor han var chefarkitekt 1909-40. Han var også bestyrelsesmedlem i Akademisk Arkitektforening 1903-11, formand for Konkurrenceudvalget i samme forening 1916-18, medlem af bestyrelsen for Understøttelsesfonden i samme forening fra 1908, medlem af Akademiraadet 1928-34, formand for Akademisk Arkitektforenings Voldgiftsret 1930-36 og formand for Voldgiftsudvalget 1940. Han modtog Akademisk Arkitektforenings Æresmedalje 1939. Han var også Ridder af Dannebrog.
Lauritzen rejste i Tyskland, Schweiz, Italien og Bøhmen 1898 og udstillede på Charlottenborg Forårsudstilling 1902 (Interiører fra Steno- og Smallegade Apotek). 
A.S.K. Lauritzen giftede sig 3. juni 1899 i København med Jenny Lauritzen (10. februar 1877 i Ulfborg – 6. marts 1936 på Frederiksberg), datter af apoteker Jens Christian Lauritzen og Angelica Ida Marie Ahrens. Parrets søn, Alvar Lauritzen, blev også arkitekt.

## Værker
- Sparekassen for St. Heddinge og Omegn, Algade 33 (1898, nu Stevns Brandkasse)
- Banken for Præstø og Omegn, Adelgade 92, Præstø (1900, nu Danske Bank)
- Stenos Apotek, Vesterbrogade 33, København (1901, forsvundet)
- Bank, Algade, Vordingborg (1902)
- Feriekoloni, Høve (1910)
- Svaneapoteket, Strømgade, Hjørring (1912)
- Villa, Herlufsholmvej [1] i Vanløse (1915)
- Frederiksberg Kommunes feriekoloni Nordstrand, Skærby ved Nykøbing Sjælland (1939)

På Frederiksberg:
- Apotek, Smallegade 46 (1901, nedlagt)
- Frederiksberg Metalvarefabrik, Nitivej 10 (1904, indrettet til kontorbygning 1990)
- La Cours Vej Skole, Emil Chr. Hansens Vej 6 (1910-11)
- Gymnastikbygning, Fuglevangsvejs Skole (1912-13)
- Fabrik og kontorbygning, Støvsugerfabrikken Fisker & Nielsen, Peter Bangs Vej 30 (1913, udvidet 1919, 1927)
- Ejendommen Rolfshus, Rolfs Plads 8-14 og Rolfsvej 39, Frederiksberg (1918)
- Ejendommen Møllehuset, Rolfs Plads 29 og Bjarkesvej 7-11, Frederiksberg (1918)
- Ejendommen Bjarkeshus (1918)
- Ejendommen Peter Bangs Hus (1919)
- Ejendommen Storkereden (1920)
- Ejendommen Malthe Bruuns Gaard, Dalgas Boulevard 114-122, Malthe Bruuns Vej 1-7 og Wilkensvej 37-41 (1920)
- Materielgården, Solbjerg Kirkegård, Sdr. Fasanvej 36 (1920)
- Den Sønderjyske By, Mørk Hansens Vej, A.D. Jørgensens Vej, Henning Matzens Vej og Sønderjyllands Allé (1921, sammen med K.T. Seest, præmieret 1922)
- Ejendommen Tvillingegården, Nandrupvej 3-9 og Nandrupvej 4-8 (1921)
- Ejendommen Lindehuset (1921)
- Ejendommen Lauritz Sørensens Gaard, Dalgas Boulevard 131-137, Lauritz Sørensens Vej 14-30 og Wilkensvej 42-48 (1922)
- Ejendommen Wilkenbo, Dalgas Boulevard 115-123, Finsensvej 54-56, Laur. Sørensensvej 2-12 og Wilkensvej 43-47 (1923)
- Ejendommen Barfoeds Gaard C.T. Barfoeds Vej 2-10 og Wilkensvej 30-32 (1924)
- Ejendommen Mønsterbo Finsensvej 52, Malthe Bruuns Vej 2-10 og Wilkensvej 35 (1925)
- Ejendommen Linneagaarden Finsensvej 57-59, Julius Valentinersvej 29, P.G. Ramms Allé 68-74 og Philip Schous Vej 32-50 (1927)
- Ejendommen Firkløveren (1928)
- Skole, Dalgas Boulevard (1928)
- Villa, Drosselvej 38 (præmieret 1929)
- Den sønderjyske By, Peter Bangs Vej/Sønderjyllands Allé (slutningen af 1920'erne, sammen med K.T. Seest)
- Ejendommen Trekanten (1930)
- Lindevangskolen, P.G. Ramms Allé 26 (1930)
- Hollænderbrønd, Falconérbrønd, Skt. Thomas Plads (1932, sammen med Jenö Meisters)
- Frederiksberg Bade- og Svømmeanstalt, Helgesvej 29 (1934, sammen med Olaf Jørgensen, Tage Gerstrøm, Alvar Lauritzen)
- Frederiksberg Brandstation, Howitzvej 26-28 (1935)
- Frederiksberg Kommunes Hovedbibliotek, Solbjergvej 21-25 (1933-35, vinduer udskiftet)
- Gymnastikbygning, Frederiksberg Gymnasium (1936)
- Patient- og behandlingsbygning, Frederiksberg Hospital (1940)
- Desuden beboelser, vejanlæg, byplaner, ny- og ombygning af ca. 30 apoteker